# بیس-تریس پروپان
بیس-تریس پروپان (به انگلیسی: Bis-tris propane) با فرمول شیمیایی C۱۱H۲۶N۲O۶ یک ترکیب شیمیایی با شناسه پاب‌کم ۱۲۵۱۳۲ است. که جرم مولی آن ۲۸۲٫۳۴ g/mol می‌باشد. 